# Ricomincio da tre
Ricomincio da tre är en italiensk komedifilm från 1981 i regi av Massimo Troisi.

## Utmärkelser
Filmen vann priset David di Donatello för bästa film 1981.

## Roller (urval)
- Massimo Troisi – Gaetano
- Fiorenza Marchegiani – Marta
- Lello Arena – Raffaele Sodano
- Marco Messeri – galningen
- Lino Troisi – Ugo, Gaetanos far
- Deddi Savagnone – Gaetanos mor
- Renato Scarpa – Robertino
- Jeanne Mas – Jeanne